# Meistaradeildin (1955)
W roku 1955 odbyła się 13. edycja Meistaradeildin (dziś zwanej Formuladeildin), czyli pierwszej ligi piłki nożnej archipelagu Wysp Owczych. Tytuł zdobył HB Tórshavn, pokonując KÍ Klaksvík, zwycięzcę trzech poprzednich sezonów.
W rozgrywkach brały udział 4 zespoły.

## Uczestnicy
| Uczestnicy Meistaradeildin 1954                                                                               | Uczestnicy Meistaradeildin 1954 | Uczestnicy Meistaradeildin 1954 | Uczestnicy Meistaradeildin 1954 |
| --- | ------------------------------- | ------------------------------- | ------------------------------- |
| KÍ | KÍ Klaksvík                     | 1                               |                                 |
| HB | HB Tórshavn                     | 2                               |                                 |
| B36 | B36 Tórshavn                    | 3                               |                                 |
| TB | TB Tvøroyri                     | 4                               |                                 |
| Oznaczenia: - kolumna pierwsza – skróty nazw drużyn, - kolumna trzecia – miejsce zajęte w poprzednim sezonie. |                                 |                                 |                                 |

## Rozgrywki

### Tabela
| Lp. | Drużyna         | M | Z | R | P | Bramki | Bramki | Różn. | Pkt | Uwagi |
| --- | --------------- | - | - | - | - | ------ | ------ | ----- | --- | ----- |
| 1   | HB Tórshavn (M) | 6 | 4 | 1 | 1 | 15     | 7      | +8    | 9   |       |
| 2   | TB Tvøroyri     | 6 | 3 | 1 | 2 | 14     | 15     | −1    | 7   |       |
| 3   | KÍ Klaksvík     | 6 | 2 | 1 | 3 | 7      | 10     | −3    | 5   |       |
| 4   | B36 Tórshavn    | 6 | 1 | 1 | 4 | 10     | 14     | −4    | 3   |       |

### Wyniki spotkań
| Gospodarz \ Gość | B36 | HB  | KÍ  | TB  |
| B36 Tórshavn     |     | 1:3 | 0:2 | 2:2 |
| HB Tórshavn      | 3:1 |     | 1:1 | 5:1 |
| KÍ Klaksvík      | 0:3 | 0:2 |     | 3:1 |
| TB Tvøroyri      | 4:3 | 3:1 | 3:1 |     |

Aktualne na 14 marca 2015. Źródło: FaroeSoccer.com
Objaśnienia:
1Drużyna gospodarzy jest wymieniona po lewej stronie tabeli.
Kolory: zielony – zwycięstwo gospodarzy, żółty – remis, różowy – zwycięstwo gości.